# Eleccions municipals de 2003 a Falset
Les eleccions municipals de 2003 a Falset van ser unes eleccions locals que es van celebrar el diumenge 25 de maig de 2003 a Falset, al Priorat, com a part de les eleccions municipals espanyoles. Es van triar els 11 regidors de l'Ajuntament de Falset.

## Sistema electoral
Les eleccions als ajuntaments de l'Estat espanyol estan fixades per celebrar-se el quart diumenge de maig cada quatre anys. El sistema electoral fa servir la regla D'Hondt amb representació proporcional, llistes tancades i una barrera electoral del 5% dels vots vàlids, que inclou els vots en blanc. La votació per a l'assemblea local es basa en el sufragi universal.
En les eleccions municipals, la circumscripció electoral és el municipi i el nombre d'escons (o sigui, regidors) a triar del municipi es determina en funció del nombre d'habitants censats en aquest municipi. En el cas de Falset, en tenir 2.065 persones censades, l'hi correspon 11 regidors.

## Candidatures
El 29 d'abril del mateix any, la Junta Electoral de Zona de Reus va proclamar quatre candidatures del municipi de Falset en el Butlletí Oficial de la Província de Tarragona.
| Partit polític | Partit polític                                             | Cap de llista | Llista de candidats |
| -------------- | ---------------------------------------------------------- | ------------- | ------------------- |
|                | Esquerra Republicana de Catalunya-Acord Municipal (IPF-AM) |               | Llista              |
|                | Convergència i Unió (CiU)                                  |               | Llista              |
|                | Partit dels Socialistes de Catalunya (PSC-PM)              |               | Llista              |
|                | Partit Popular Català (PP)                                 |               | Llista              |

## Jornada electoral

### Constitució de les meses
En aquell moment, Falset tenia una població de 2.581 habitants, dels quals 2.065 persones van ser cridades a votar en alguna de les 4 meses que es van constituir al municipi.

### Participació
La participació en aquestes eleccions va ser de 80,9%, el qual cosa implica que un total de 1.671 ciutadans del municipi van decidir exercir el seu dret a vot. Comparant aquesta participació amb la mitjana catalana, Falset va registrar una xifra molt més alta, situant-se en 19,5 punts percentuals per sobre.
A continuació, es presenta una taula amb els percentatges de participació registrats a diferents hores del dia de les eleccions:
| Hores              | Falset         |
| ------------------ | -------------- |
| Participació (14h) | 41,8% ( 1,0%)  |
| Participació (18h) | 62,0% ( -1,7%) |
| Participació (20h) | 80,9% ( 17,3%) |